# Président de la république du Texas
Le président de la république du Texas (en anglais : President of the Republic of Texas, en espagnol : Presidente de la República de Texas) était le chef d'État de la république du Texas, de 1836 à 1846.

## Histoire
La république du Texas est formée en 1836. En pleine révolution texane, les colons texans élisent les délégués lors de la Convention de 1836, qui publie la déclaration d'indépendance du Texas et désigne David G. Burnet à la présidence, par intérim, du nouveau pays. En mai 1836, David G. Burnet  et le président mexicain Antonio López de Santa Anna, qui était à l'époque un prisonnier de guerre texan, signent les traités de Velasco, reconnaissant officiellement la séparation du Texas avec le Mexique.
L’autorité et les responsabilités du président sont similaires à celles du président des États-Unis : servir le peuple du Texas et servir de chef de l’armée et de l’État. Celles-ci sont détaillées dans la Constitution de la république de Texas (en) de 1836. Cette dernière fixe un mandat de deux ans pour le premier président élu, Samuel Houston, et un mandat de trois ans, à partir de cette date. Le président ne peut pas se succéder, mais il n'y a pas de limite de mandat. Le président est élu séparément du vice-président, par vote populaire, et il n'est pas nécessaire d'être né dans le pays. Une lecture stricte de la Constitution prévoit le droit de vote des femmes, c’est-à-dire que les hommes et les femmes sont des citoyens et peuvent voter pour le Congrès, le président et les autres postes, mais les femmes, les prédicateurs et les prêtres ne sont pas autorisés à exercer les fonctions de président ou du Congrès. Les Amérindiens, les Africains et ceux d'ascendance africaine ne peuvent être citoyens.
Le président a vécu dans différentes villes pendant la vie de la République, car la capitale a été déplacée, surtout pendant et immédiatement après la révolution texane. Washington-on-the-Brazos est la première capitale du Texas, en 1836, suivie rapidement par Harrisburg (en), en 1836, Galveston, en 1836, Velasco (en), en 1836, Columbia, 1836-1837, Houston, 1837-1839, et enfin Austin, la capitale moderne, de 1839 à 1846.
Le poste est aboli avec l'annexion du Texas, en grande partie à cause du président Anson Jones, surnommé par la suite architecte de l'annexion et n'ayant exercé qu'un an et trois mois. Le pouvoir exercé par les occupants de la fonction varie énormément au cours des neuf années de l'indépendance du Texas.

## Liste des présidents et vice-présidents
Le gouvernement provisoire, mis en place par la Consultation est le seul organe dirigeant au Texas du 15 novembre 1835 au 1er mars 1836, mais il a été inactif pendant une grande partie de la période. Henry Smith, chef du parti de l’indépendance ou de la guerre et opposant à la déclaration du 7 novembre 1835, est nommé gouverneur. James W. Robinson, également du parti de l'indépendance, en est le lieutenant-gouverneur.
Un gouvernement intérimaire (en anglais : ad interim government), est mis en place du 16 mars au 22 octobre 1836.
| Présidents et vice-présidents de la république du Texas, | Présidents et vice-présidents de la république du Texas, | Présidents et vice-présidents de la république du Texas, | Présidents et vice-présidents de la république du Texas, | Présidents et vice-présidents de la république du Texas, | Présidents et vice-présidents de la république du Texas, | Présidents et vice-présidents de la république du Texas,    | Présidents et vice-présidents de la république du Texas,     |
| №                                                        | Portrait                                                 | Président                                                | Durée du mandat                                          | Parti                                                    | Terme                                                    | Fonction précédente                                         | Vice-président                                               |
| -------------------------------------------------------- | -------------------------------------------------------- | -------------------------------------------------------- | -------------------------------------------------------- | -------------------------------------------------------- | -------------------------------------------------------- | ----------------------------------------------------------- | ------------------------------------------------------------ |
| —                                                        |                                                          | David G. Burnet 18 avril 1788 - 5 décembre 1870          | 16 mars 1836 – 22 octobre 1836                           | Non-partisan                                             | Intérim                                                  | Délégué à la convention de 1833                             | Lorenzo de Zavala                                            |
| 1                                                        |                                                          | Samuel Houston 2 mars 1793 – 26 juillet 1863             | 22 octobre 1836 – 10 décembre 1838                       | Non-partisan                                             | 1 (1836)                                                 | Commandant en chef de l'armée Texane (1836)                 | Mirabeau B. Lamar                                            |
| 2                                                        |                                                          | Mirabeau B. Lamar 16 août 1798 - 19 décembre 1859        | 10 décembre 1838 – 13 décembre 1841                      | Non-partisan                                             | 2 (1838)                                                 | 1er Vice-président de la république du Texas (1836–1838)    | David G. Burnet                                              |
| 3                                                        |                                                          | Samuel Houston 2 mars 1793 – 26 juillet 1863             | 13 décembre 1841 – 9 décembre 1844                       | Non-partisan                                             | 3 (1841)                                                 | 1er Président de la république du Texas (1836-1838)         | Edward Burleson                                              |
| 4                                                        |                                                          | Anson Jones 20 janvier 1798 – 9 janvier 1858             | 9 décembre 1844 – 19 février 1846                        | Non-partisan                                             | 4 (1844)                                                 | 11e Secrétaire d’État de la république du Texas (1841–1844) | Kenneth Lewis Anderson (en) 9 décembre 1844 - 3 juillet 1845 |

## Source de la traduction
- (en) Cet article est partiellement ou en totalité issu de l’article de Wikipédia en anglais intitulé « President of the Republic of Texas » (voir la liste des auteurs).